# Weißwasser
Weißwasser (Sorbian: Běła Woda) là một thị xã thuộc bang tự do Sachsen, nước Đức. Đô thị Weißwasser có diện tích 63,6 km², dân số thời điểm ngày 31 tháng 12 năm 2009 là 19.615 người.
Weißwasser là thị xã lớn thứ ba ở huyện Görlitz sau Görlitz và Zittau.

### Kết nghĩa
- Brühl (North Rhine-Westphalia)
- Żary (Poland)